# Matara lecta
Matara lecta là một loài tò vò trong họ Ichneumonidae.